# 新槐站
新槐站是位于浙江省长兴县槐坎乡的一个铁路车站，邮政编码313119。车站建于1960年，有长牛铁路经过该站，现已废弃，车站及其上下行区间均未电气化。车站距离长兴站29公里，隶属上海铁路局，是四等站。